# Kronwicken-Bläuling

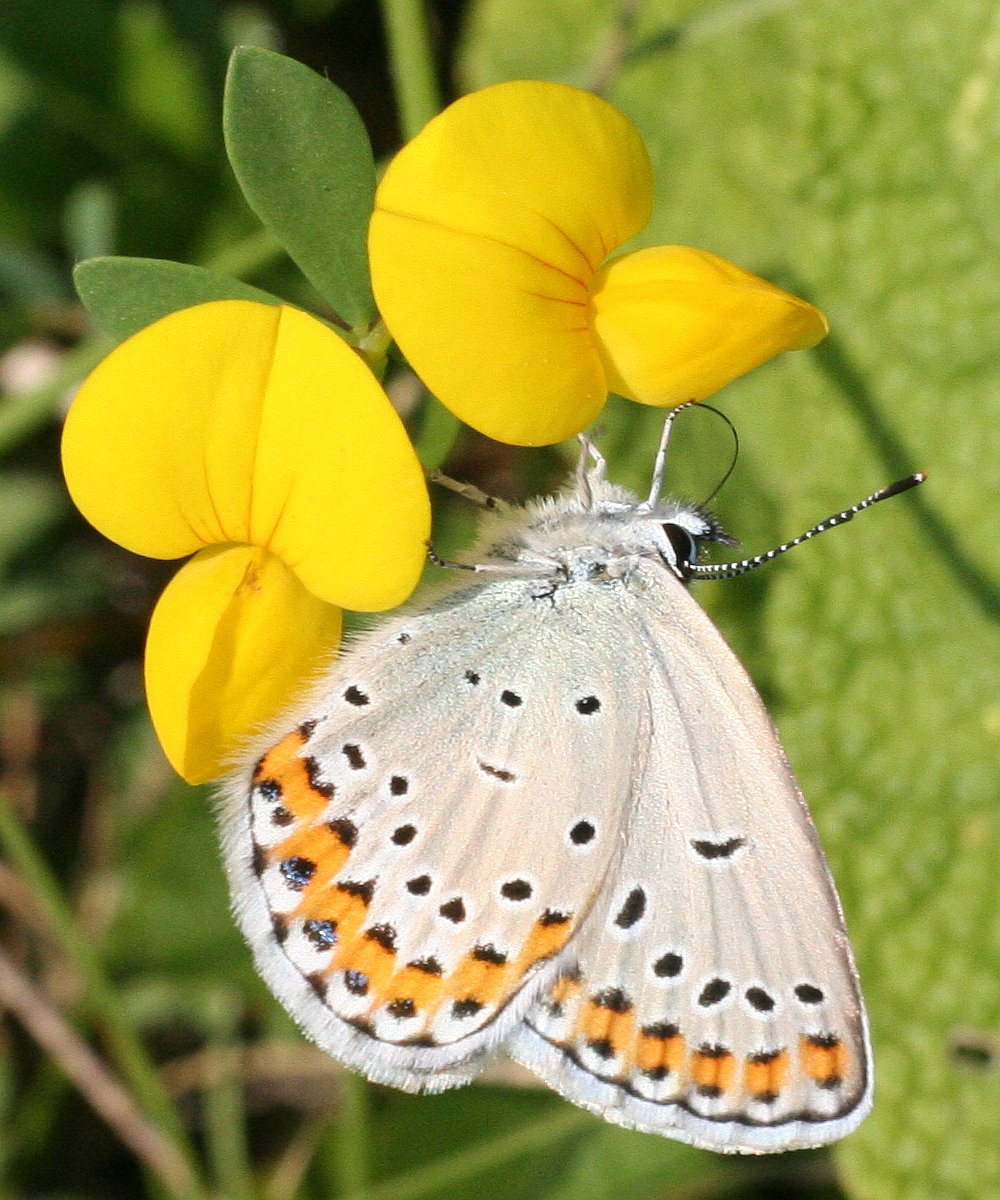
Flügelunterseite (Weibchen)

Der Kronwicken-Bläuling (Plebejus argyrognomon, häufig fälschlich auch Plebeius argyrognomon geschrieben) ist ein Schmetterling (Tagfalter) aus der Familie der Bläulinge (Lycaenidae).

## Merkmale
Die Falter erreichen eine Flügelspannweite von 25 bis 30 Millimetern. Sie haben Ähnlichkeit mit dem Geißklee-Bläuling (Plebejus argus) sind aber größer. Sie haben hell graublaue mit grauschwarzen Rand (Männchen) oder am Ansatz tief blaue, nach außen hin dunkel graubraune (Weibchen) Flügeloberseiten, die am Rand weiß gefranst sind. Bei den Weibchen sind nahe dem Hinterflügelrand mehrere, teilweise orange und schwarz gefärbte Flecke gereiht. Die Weibchen sind in den südlicheren Verbreitungsgebieten nur sehr schwach oder gar nicht blau und mehr dunkelbraun gefärbt.

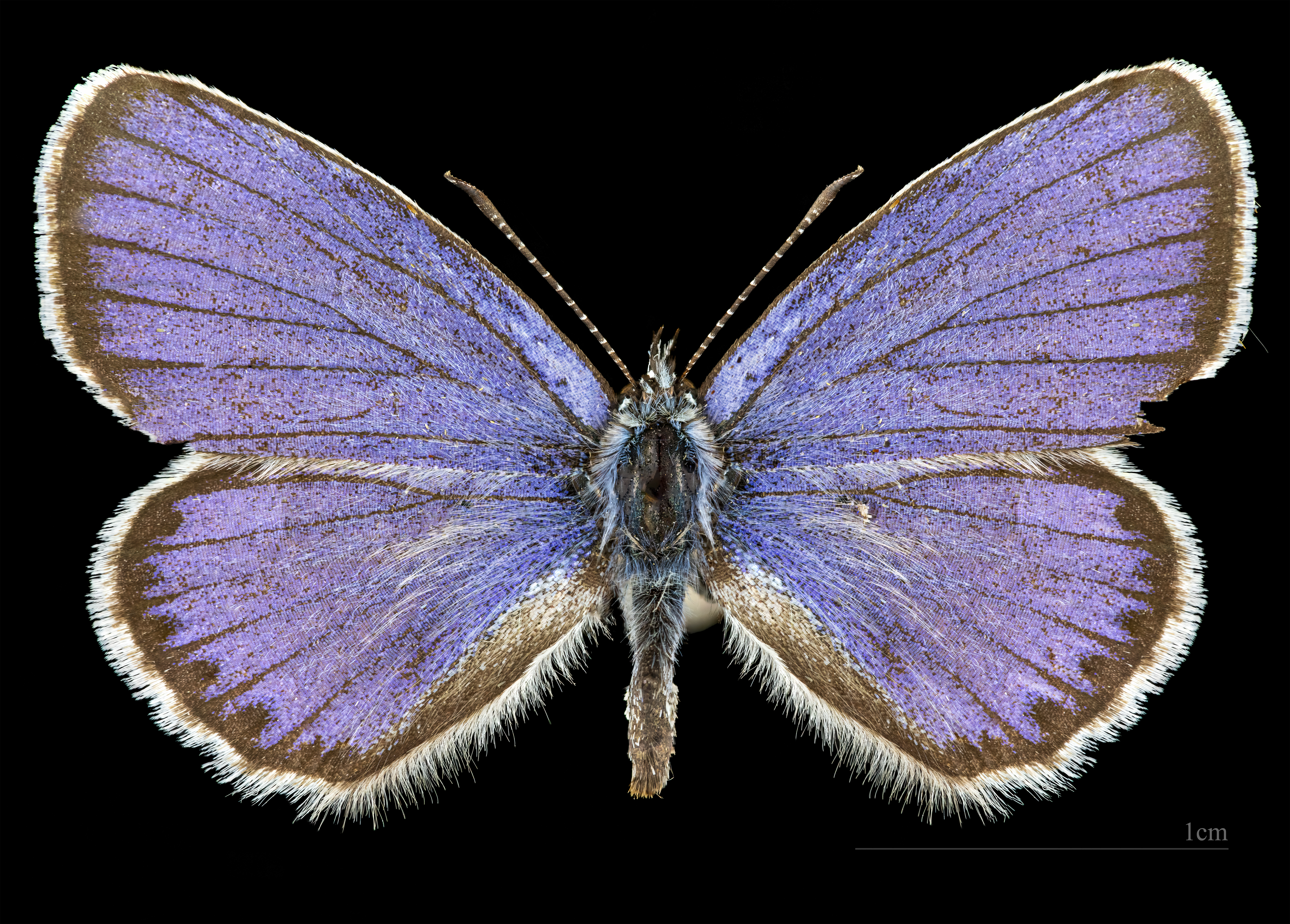
Plebejus a. argyrognomon ♂
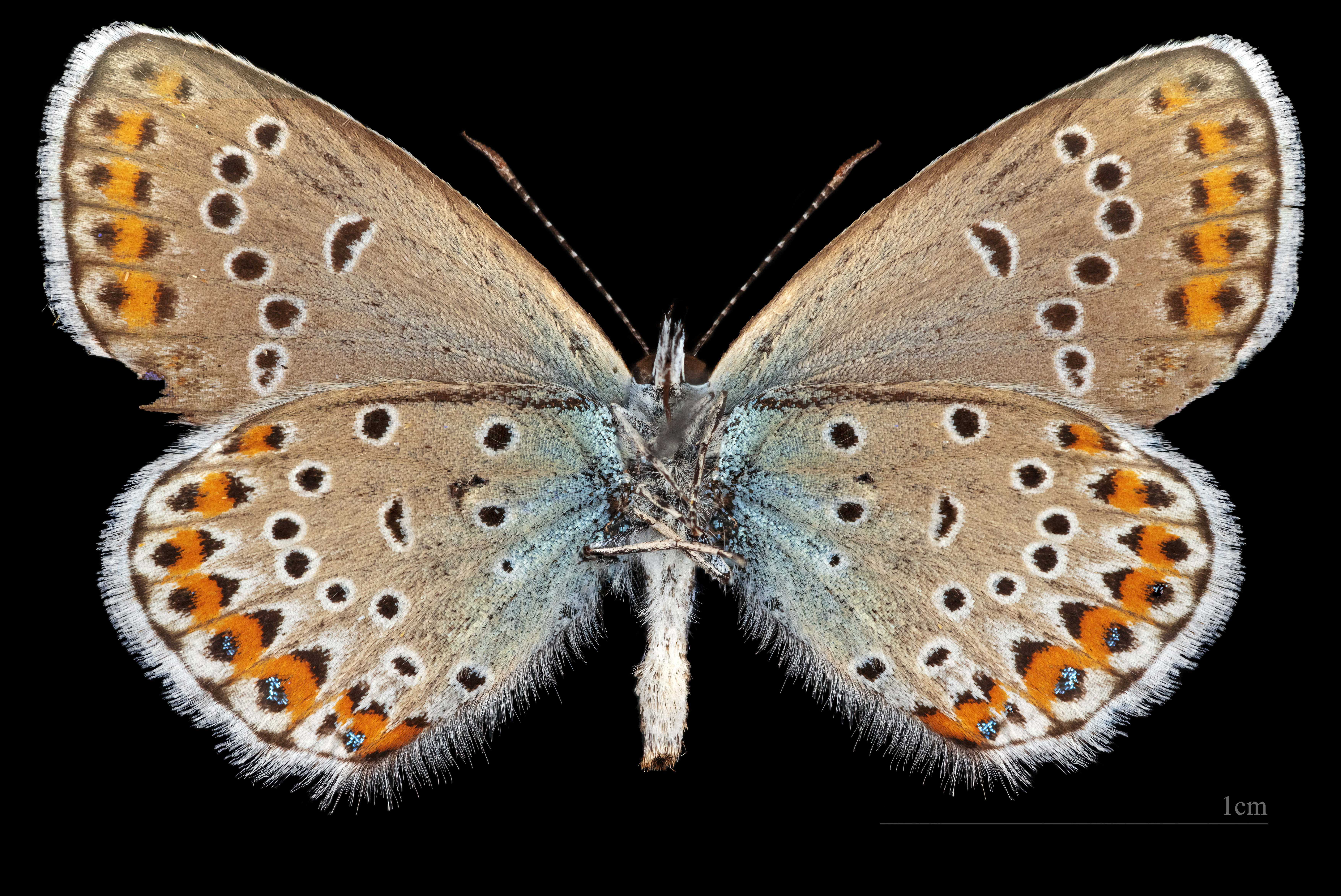
♂ △
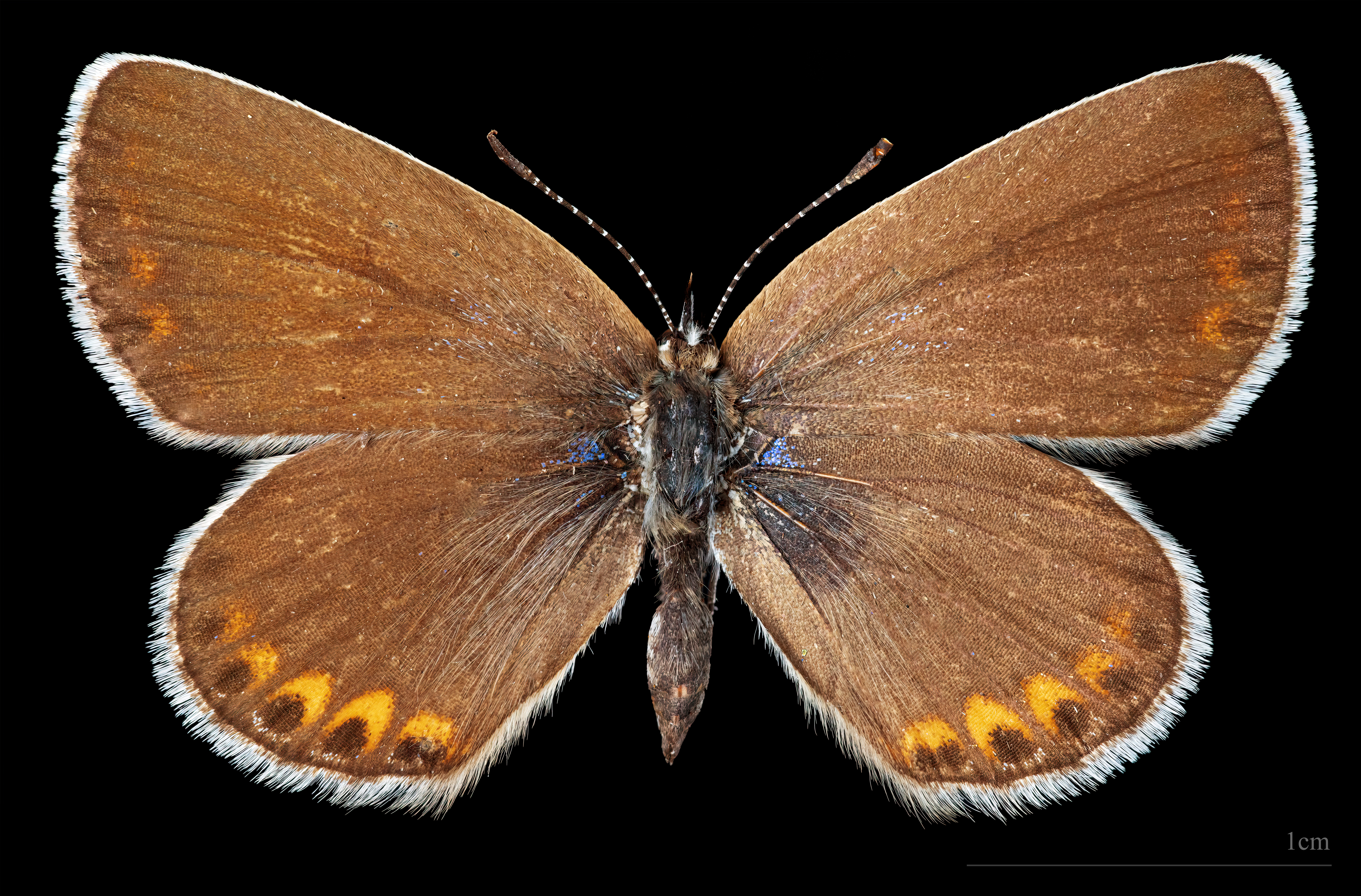
♀
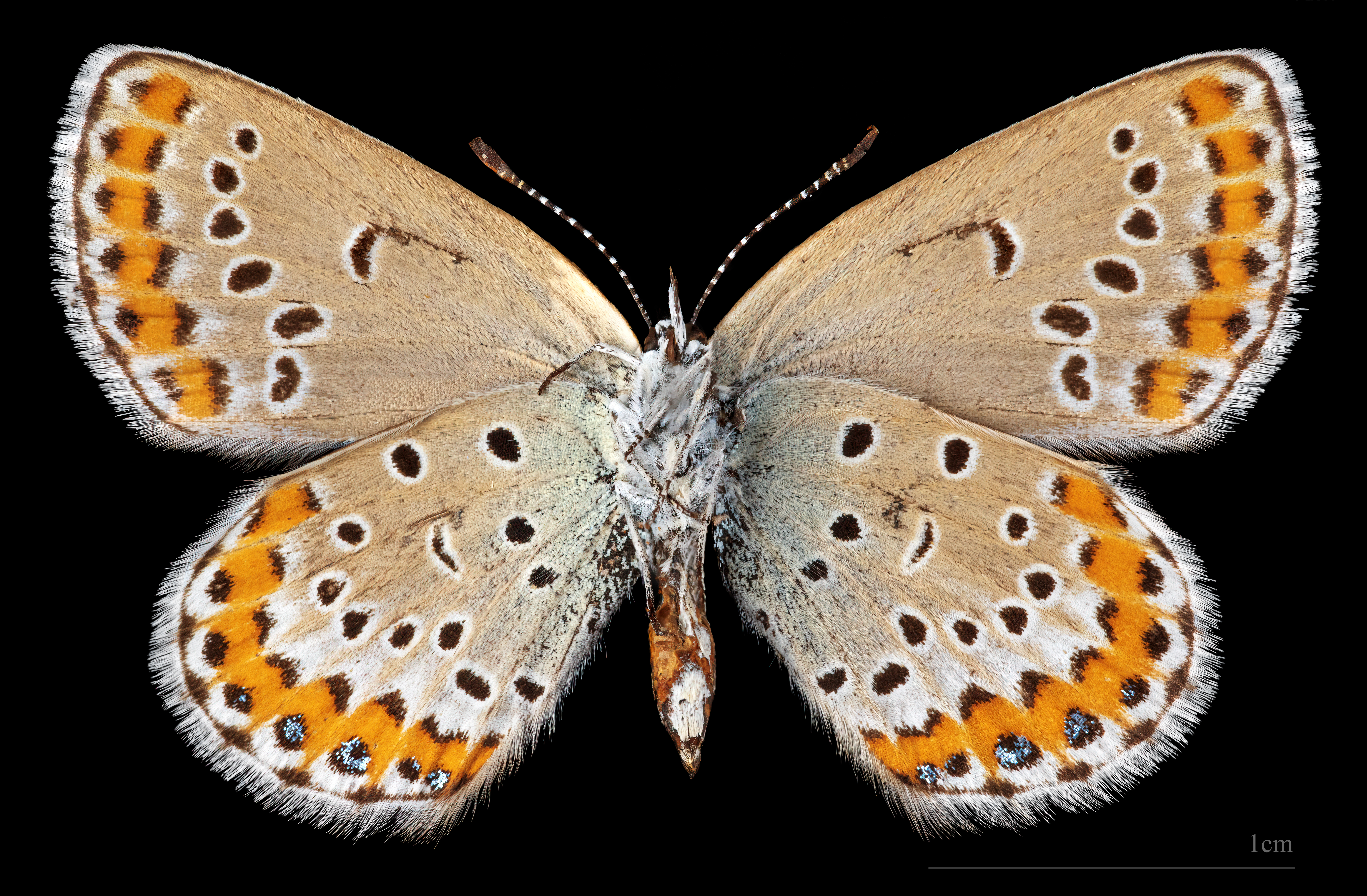
♀ △

Die Raupen werden ca. 15 Millimeter lang. Sie sind grün gefärbt und tragen eine dunkelgrüne, an beiden Seiten leicht helle Rückenlinie und helle Seitenlinien. Sie haben kurzes, weißes, samtenes Haar.

### Ähnliche Arten
- Geißklee-Bläuling (Plebejus argus)
- Idas-Bläuling (Plebejus idas)

Unterscheidungsmerkmale zu Plebejus idas:
| Geschlecht         | Merkmal                         | Unterschied                                   |
| ------------------ | ------------------------------- | --------------------------------------------- |
| Männchen           | Grundfarbe                      | heller                                        |
| Männchen           | Unterseite                      | weißlicher, klarer, häufig bläulicher Ton     |
| Männchen, Weibchen | Flügelunterseite, orange Flecke | häufig nur leicht gebogen, nicht sichelförmig |
| Weibchen           | Fransen                         | immer weiß                                    |

## Vorkommen
Die Tiere kommen in Teilen Frankreichs, in Mittel- und Südeuropa und der Türkei vor, am meisten verbreitet sind sie aber in Südosteuropa, in Mitteleuropa sind sie sehr selten und vielerorts schon verschwunden. Vereinzelt leben sie auch im Norden Europas. Man findet sie in einer Höhe von 200 bis 1.500 Metern. Sie leben auf trockenen, blütenreichen Wiesen, kommen aber auch in Feuchtgebieten vor.

## Flugzeit
Die Falter fliegen jährlich in zwei Generationen von Mitte Mai bis Juni und von Ende Juni bis Juli. In kalten Gebieten fliegen sie in nur einer Generation von Ende Juni bis Ende August.

## Nahrung der Raupen
Die Raupen leben in Symbiose mit Ameisen und ernähren sich besonders von Bunter Kronwicke (Coronilla varia), gelegentlich auch von Süß-Tragant (Astragalus glycyphyllos).

## Entwicklung
Die Weibchen der ersten Generation legen ihre Eier an beide Seiten der Blätter und Blüten der Futterpflanzen, die der zweiten Generation legen sie auf die Stängel ab. Die zweite Generation schlüpft erst nach dem Winter aus den Eiern.

## Gefährdung und Schutz
- Rote Liste BRD: 3 (gefährdet).[2]